# Mykobakterier
Mykobakterier (Mycobacterium) är ett släkte bakterier i ordningen Actinomycetales och den enda systematiska gruppen i familjen Mycobacteriaceae.
Orörliga, stavformade bakterier, som kan bilda trådar. Deras speciella cellvägg som har hög halt av mykocerosinsyror medför att bakterierna blir motståndskraftiga för kemisk påverkan. 
Olika arter:
- Mycobacterium tuberculosis orsakar tuberkulos. [2]
- Mycobacterium ulcerans orsakar burulisår[3]

Spår efter mykobakterier har hittats på fossil från juraperioden, som beräknats vara omkring 150 miljoner år gamla. Mycobacterium tuberculosis är en förhållandevis ung mykobakterie och beräknas ha uppstått för omkring 150 000 år sedan.